# کوه بوجه
کوه بوجه، یکی از شاخص‌ترین نمادهای طبیعی شهرستان خمین در استان مرکزی، با شکل زنگوله‌ای و جایگاه ویژه‌اش در فرهنگ محلی، طی سال‌های اخیر به دلیل ویژگی‌های تاریخی، فرهنگی و طبیعی، به فهرست آثار ملی ایران افزوده شده است. این اقدام، گامی مهم در راستای حفاظت از میراث طبیعی و باستانی منطقه محسوب می‌شود.

کوه بوجه در سال ۱۳۸۶ در سفر هیئت دولت به عنوان منطقه نمونه گردشگری مصوب شد.

## شناخت اجمالی از کوه بوجه
کوه بوجه که در جنوب شهر خمین قرار دارد، یک کوه مستقل و تک‌افتاده است که در میان دشتی وسیع و نسبتاً مسطح قد علم کرده و در نگاه نخست، جلوه‌ای منحصر به‌فرد دارد. این کوه به دلیل موقعیت جغرافیایی خاص و ویژگی‌های زمین‌ساختی‌اش، همواره در معرض توجه طبیعت‌گردان، محققان و مردم محلی بوده است.

## ثبت در فهرست آثار ملی
فرایند ثبت کوه بوجه در فهرست آثار ملی، پس از انجام مطالعات میدانی و باستان‌شناسی انجام شد. کارشناسان سازمان میراث فرهنگی، صنایع‌دستی و گردشگری استان مرکزی، در بررسی‌های خود نشانه‌هایی از زیست انسانی، سنگ‌چین‌های آیینی و ساختارهایی با احتمال تعلق به دوره ساسانی را در این منطقه شناسایی کردند.
این نشانه‌ها، همراه با جایگاه فرهنگی و طبیعی کوه، موجب شد تا بوجه به عنوان اثری طبیعی-تاریخی با ارزش، شایسته ثبت در فهرست آثار ملی ایران شناخته شود.

## اهمیت فرهنگی و اجتماعی کوه بوجه
برای مردم خمین، کوه بوجه نه‌تنها یک نماد جغرافیایی، بلکه بخشی از هویت فرهنگی و تاریخی آنان است. این کوه همواره محل برگزاری آیین‌ها، صعودهای گروهی و تفریحگاه عمومی بوده و در ذهن جمعی شهروندان خمین جایگاه ویژه‌ای دارد.

## چالش‌ها و ضرورت حفاظت
با ثبت رسمی کوه بوجه به عنوان میراث ملی، موضوع حفاظت، ساماندهی گردشگری و آموزش عمومی درباره ارزش‌های آن اهمیت بیشتری پیدا کرده است. چالش‌هایی مانند دست‌ اندازی‌ های احتمالی، تخریب طبیعی یا انسانی و بی‌توجهی به ظرفیت گردشگری پایدار، از جمله موضوعاتی هستند که نیاز به توجه مدیریتی و سیاست‌گذاری دقیق دارند.